# Johann Frers
Johann Frers (* 6. August 1895 in Dorum; † 20. Januar 1952 in Hamburg) war ein deutscher Chemiker.

## Leben
Der promovierte Angestellte des Hamburgischen chemischen Staatsinstituts trat zum 1. Mai 1933 in die NSDAP ein (Mitgliedsnummer 1.865.334). Er wurde 1937 Führer des NS-Dozentenbundes und 1939 stellvertretender Gaudozentenführer in Hamburg.
1940 wurde Frers zum außerplanmäßigen Professor und Abteilungsvorsteher der neugeschaffenen Elektrochemie in Hamburg ernannt. Nach eigenen Aussagen wollte Frers „die Chemie mit dem rassischen Mythos der Germanen verbinden“. 1935 verbesserte er die Maßanalyse des Elements Fluor und stellte 1939 Periodizitäten beim Aufbau der Salze fest.
Obwohl fast alle Professoren der mathematisch-naturwissenschaftlichen Fakultät NSDAP-Mitglieder waren, wurde Frers als einziger 1945 entlassen. Seine Einsprüche bei den Entnazifizierungsverfahren ließen ihn allerdings schrittweise vom Minderbelasteten (Kategorie III), Mitläufer (Kategorie IV) schließlich zum Unbelasteten (V) werden. Zu einer erneuten Anstellung an der Universität kam es wegen seines Todes 1952 nicht mehr.

## Ausgewählte wissenschaftliche Veröffentlichungen
- J. N. Frers: Beiträge zur Konstitution der festen Elektrolyte, Berichte der deutschen chemischen Gesellschaft 57 (1924), 1693–1697.
- J. N. Frers: Beiträge zur Konstitution der festen Elektrolyte: Untersuchungen am Kupfer(I)-chlorid (II. Mitteilung), Berichte der deutschen chemischen Gesellschaft 60 (1927), 864–889.
- J. N. Frers: Über ein natürliches periodisches System der nichtionogenen Verbindungen, Zeitschrift für anorganische und allgemeine Chemie 186 (1929), 145–153.
- J. N. Frers: Über ein natürliches periodisches System der nichtionogenen Verbindungen. 2. Mitteilung, Zeitschrift für anorganische und allgemeine Chemie 240 (1938), 1–14.
- J. N. Frers: Über ein natürliches periodisches System der Verbindungen, Zeitschrift für anorganische und allgemeine Chemie 249 (1942), 281–292.